# Nymphaster gardineri
Nymphaster gardineri är en sjöstjärneart som först beskrevs av Bell 1909.  Nymphaster gardineri ingår i släktet Nymphaster och familjen ledsjöstjärnor.
Artens utbredningsområde är Seychellerna. Inga underarter finns listade i Catalogue of Life.